# Alliance des patriotes lumumbistes
 (septembre 2016).
Si vous disposez d'ouvrages ou d'articles de référence ou si vous connaissez des sites web de qualité traitant du thème abordé ici, merci de compléter l'article en donnant les références utiles à sa vérifiabilité et en les liant à la section « Notes et références ».
L'Alliance des patriotes lumumbistes (APL) est un parti politique de gauche de la République démocratique du Congo créé le 18 janvier 2014 à Kinshasa, d'idéologie nationaliste lumumbiste. L'APL est issu d'un mouvement de révolte patriotique et nationaliste débuté le 9 novembre 2013.